# Саудитски риал
Вижте пояснителната страница за други значения на риал.
Саудитският риал (на арабски: ريال) е официалната валута на Саудитска Арабия. Кодът на валутата е SAR. Един саудитски риал се дели на 20 куруша, а също и на 100 халалаха.
Официално е признат за валута на Саудитска Арабия през 1925 г. Подразделението на тази парична единица се нарича „халалах“. Съществуват монети със стойност от 5, 10, 25 и 100 халалаха, както и банкноти със стойност от 1, 5, 10, 20, 50, 100, 200 и 500 риала. Саудитският риал има фиксиран обменен курс към американския долар: 1 USD = 3,75 SAR.